# Václav III. Adam Těšínský
Václav III. Adam Pohrobek (prosinec 1524 – 30. říjen 1579) byl těšínský kníže z rodu slezských Piastovců. Byl pohrobkem knížete Václava II. Těšínského a jeho manželky Anny Hohenzollernské (1487–1539), která byla dcerou Fridricha II. Braniborského (1460–1536) z rodu Hohenzollernů (někdy je psán jako Fridrich starší), markraběte braniborsko-ansbašský a braniborsko-bayreuthský.

## Život
Po jeho narození jej adoptoval jeho děd, kníže Kazimír II. Těšínský († 1528). Po dobu, kdy za něj vládli jeho poručníci, pobýval na císařském dvoře ve Vídni. V průběhu života přijal luteránskou víru, ve které setrval po zbytek života. Jeho podobu s jistotou neznáme, údajný portrét je sporný.

## Vláda
Ve věku 4 let byl formálně dosazen na knížecí stolec Těšínského knížectví. Vládl v letech 1528–1579. Do roku 1545 za něj vládli poručníci matka Anna Hohenzollern a Jan IV. z Pernštejna (budoucí tchán). V roce 1539, kdy zemřela jeho matka, bylo Václavovi III. Adamovi již 15 let a mohl převzít vládu. Jeho druhý poručník Jan IV. z Pernštejna si udržel svou moc až do 9. května 1545, kdy rezignoval výměnou za Frýdecké panství.
Pod jeho vládou prožívalo knížectví období stabilizace. Resp. za vlády jeho poručníků přišel o majetek, který měl získat po Kazimíru II. Těšínském, šlo o Dolní Slezsko a majetky v Opavském knížectví. V roce 1548, kdy zemřel Jan IV. z Pernštejna vykoupil od jeho synů Jaroslava, Vratislava II. a Vojtěcha II. zpět Frýdecké panství. Toto panství dal později do zástavy Janovi z Čechovic (polsky Jan z Czechowic).
Roku 1552 po velkém požáru Těšína, přesídlil na fryštátský zámek. V roce 1560 rezignoval na Fryštát, v roce 1565 rezignoval na Bílsko (Bielsko, Polsko), v obou případech předal vládu synovi Fridrichu Kazimírovi Frýštatskému.
Přestože byl evangelického vyznání, byl věrný císařskému dvoru. V roce 1563, 8. září, byl přítomný v Prešburku při korunovaci Maxmiliána II. Habsburského Uherským králem. V roce 1565 se účastnil pohřbu Ferdinanda I. Habsburského ve Vídni.
V roce 1573, kdy hrozily časté vpády Turků přes Jablunkovský průsmyk, nechal objednat výstavbu několika opevnění, tzv. Jablunkovské šance. V témže roce neúspěšně kandidoval na polského krále, když zemřel poslední člen rodu Jagelonců – Zikmund II. August (1520–1572).
Jeho největší starostí byl jeho nejstarší syn Fridrich Kazimír Frýštatský, resp. jeho nákladný život. Václav III. Adam jej jmenoval v roce 1560 pánem ve Fryštátu a ve Skočově (Skoczów, Polsko) a v roce 1565 v Bílsku (Bielsko, Polsko). Mladý kníže Fridrich Kazimír Frýštatský tak silně zadlužil knížectví, že když v roce 1571 nečekaně zemřel, musel jeho Václav III. Adam prodat majetek, tím přišli Piastovci o panství Fryštát, Frýdek a Bílsko.

### Luteránství
Za jeho vlády se Těšínském knížectví rozšířilo luteránství. Reformace na Těšínsku probíhala od roku 1525. Na počátku své vlády obsadil (konfiskoval) majetky řádů dominikánů a františkánů. V roce 1560 vyhostil z Orlové řád Benediktýnů. Stávající katolické kostely a kláštery byly poté změněny na luteránské nebo zničeny. Většina šlechty a obyvatelstva knížectví přijala novou víru bez odporu. K luteránství se přiklonil i sám kníže. Roku 1568 vydal pro evangelickou církev v Těšínském knížectví Řád církevní.

### Mecenášství
Část majetku, které získal konfiskací katolické církvi, bylo darováno městské nemocnici v Těšíně, kde se léčili nejchudší. Kníže sám byl vzdělán v lékařských vědách, osobně se zabýval léčením nemocných. Což bylo důležité zejména v období morové epidemie okolo roku 1570.

### Zemské zřízení
V roce 1573, 24. června, kodifikoval těšínské zemské právo v zemském zřízení. Tato kodifikace vycházela ze staršího vzoru z Opolska a Ratibořska, vydaného k roku 1553. Zřízení bylo vytištěno česky roku 1590.

## Manželství

### Marie z Pernštejna
Dne 8. února 1540 se šestnáctiletý Václav III. Adam oženil s Marií Těšínskou z Pernštejna (1524–1566), dcerou Jana IV. z Pernštejna. S ní byl zasnouben již v útlém věku, dne 8. září 1538. Od Jana IV. z Pernštejna dostal v rámci svatební smlouvy 12 0000 zlatých. Měli spolu tři děti:
- Sofie (1540–1541)
- Fridrich Kazimír (prosince 1541/leden 1542 – 4. květen 1571)
- Anna (7. březen 1543 – † před 1564)

### Sidonie Kateřina Sasko-Lauenburská
V Těšíně se dne 25. listopadu 1567 Václav III. Adam podruhé oženil s Sidonií Kateřinou Sasko-Lauenburskou († 1594), dcerou vévody Františka I. Sasko-Lauenburského . Měli spolu šest dětí:
- Dcera (krátce po 23. únoru 1569)
- Kristián Augustýn (30. duben 1570 – 18. únor 1571)
- Marie Sidonie (10. květen 1572 – 3. říjen 1587), jejím manželem se 20. ledna 1587 stal vévoda Friedrich IV. Lehnický
- Anna Sibyla (4. červen 1573 – po 1602)[4]
- Adam Václav (12. prosinec 1574 – 13. červenec 1617), který se stal jeho nástupce
- Jan Albert ( 3. srpen 1578 – před 4. listopad 1579)

## Smrt
Václav III. Adam byl 29. října 1579 ve večerních hodinách postižen silnou mozkovou příhodou, ochrnul na pravou polovinu těla a ztratil řeč. Poslední okamžiky jeho života, zachytil městský písař Adam Kerber, který byl do poslední hodiny u Jeho knížecí milosti. Šlo o typickou ukázkou „dobré smrti“ luterského aristokrata, tak jak ji formuloval Martin Luther.
Přestože kníže Václav III. Adam „pozbyl řeči, zůstal však“, podle písařova svědectví, „při zdravém rozumu a dal se bez ustání slovem Božím až do poslední chvilky potěšovati. Též dlouho se modlil… Jeho knížecí milost dal se též krátce před svou smrtí svátostmi zaopatřiti, tedy připraven byl k smrti.“ Kníže zemřel 30. října, okolo půl páté. Zemřel pár týdnů před svými pětapadesátými narozeninami. V posledních létech života byl často sužovaný dnou.
Jeho tělo bylo nabalzamováno a vystaveno v komnatách knížecího paláce. Pohřeb se uskutečnil v těšínském dominikánském kostele 1. ledna 1580, kde je také pochován. Dnes jde o kostel sv. Maří Magdaleny v Těšíně.

## Galerie

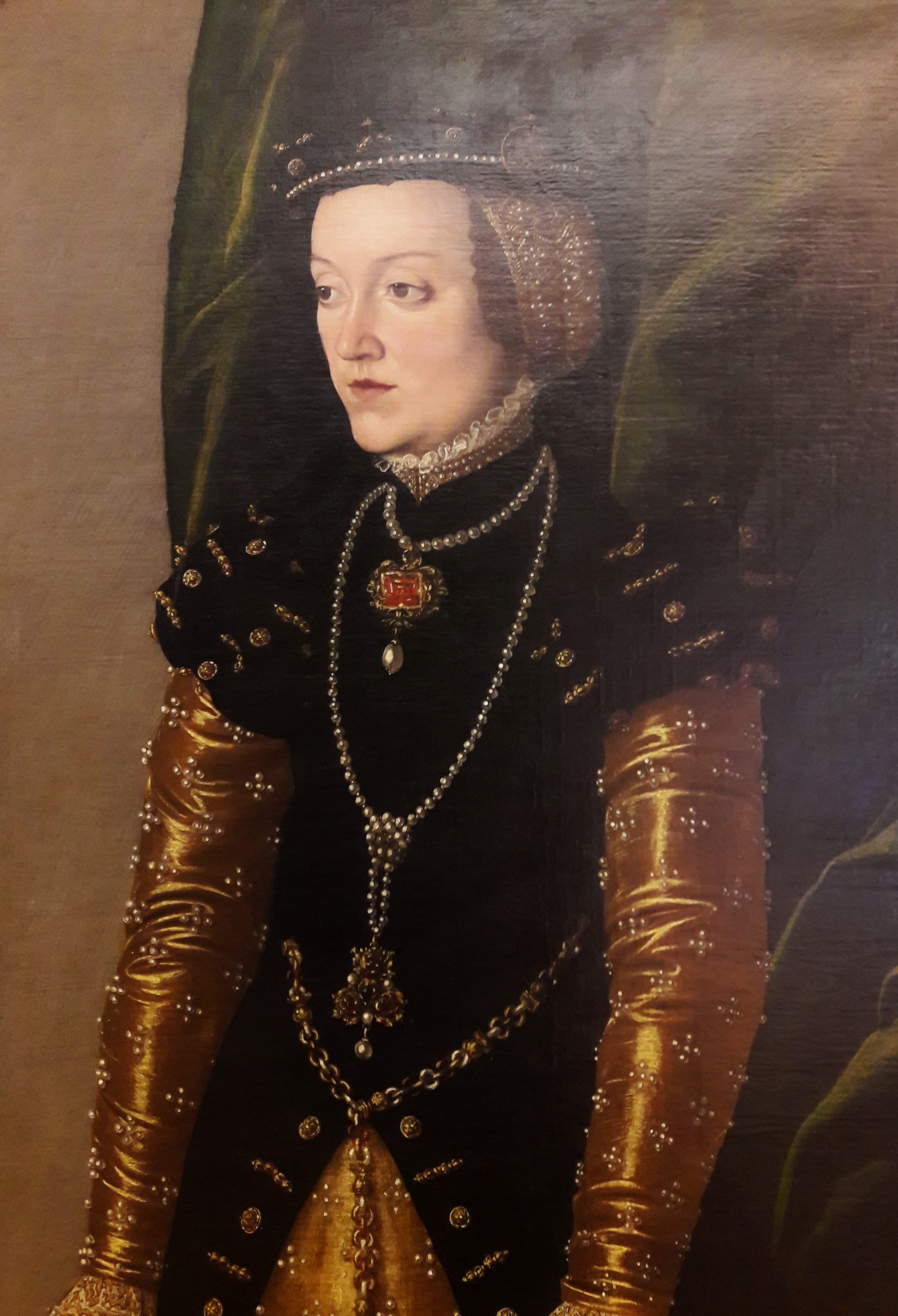
Marie z Pernštejna
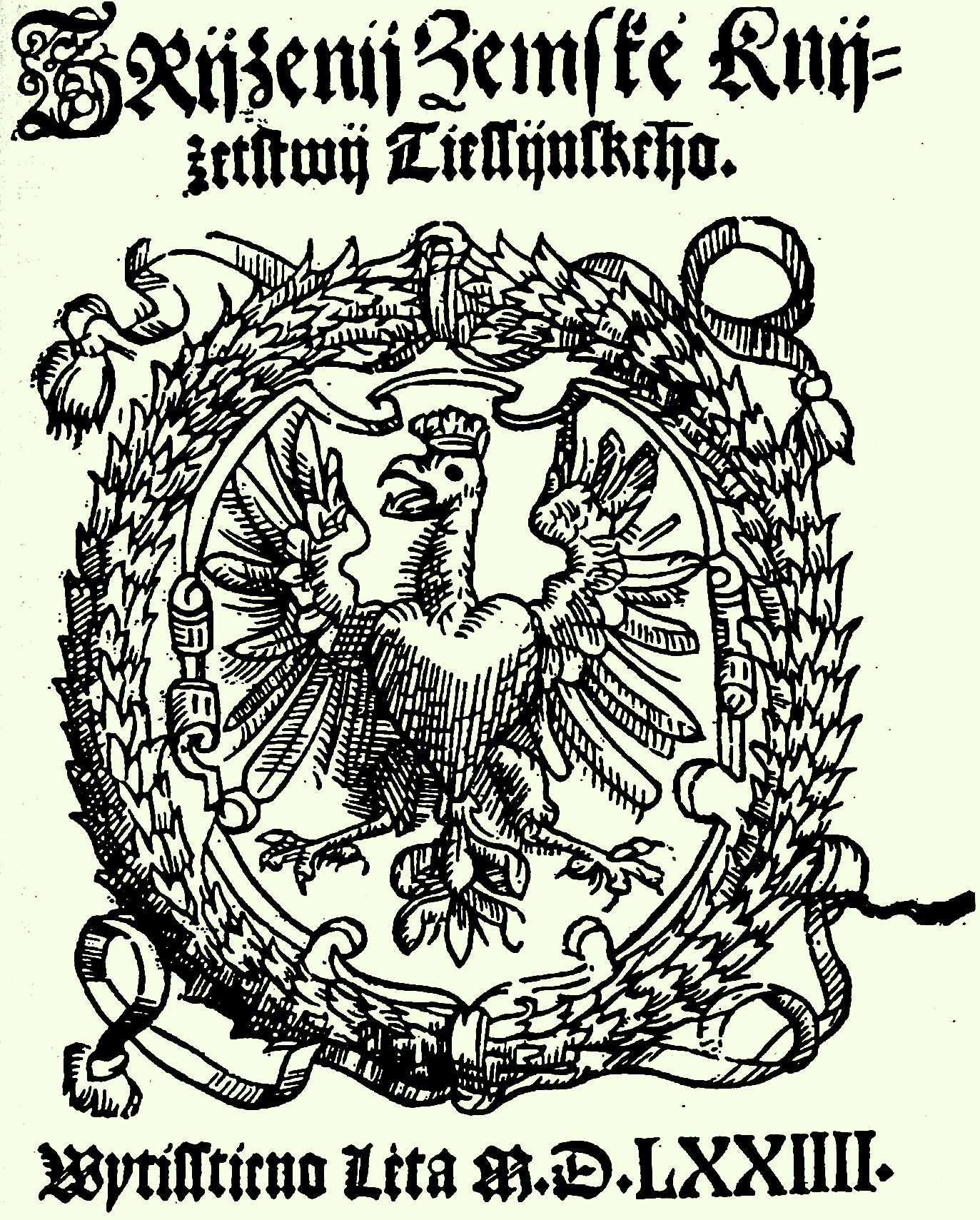
Zemské zřízení Těšínského knížectví (1574)

## Vývod z předků
|                             |                                   |  |                           |                           |  |  |  |  |  |  |  | Boleslav I. Těšínský |
|                             |                                   |  |                           |                           |  |  |  |  |  |  |  |                      |
|                             | Boleslav II. Těšínský             |  |                           |                           |  |  |  |  |  |  |  |                      |
|                             |                                   |  |                           |                           |  |  |  |  |  |  |  |                      |
|                             |                                   |  |                           | Eufemie Mazovská          |  |  |  |  |  |  |  |                      |
|                             |                                   |  |                           |                           |  |  |  |  |  |  |  |                      |
|                             | Kazimír II. Těšínský              |  |                           |                           |  |  |  |  |  |  |  |                      |
|                             |                                   |  |                           |                           |  |  |  |  |  |  |  |                      |
|                             |                                   |  |                           | Ivan Bielski              |  |  |  |  |  |  |  |                      |
|                             |                                   |  |                           |                           |  |  |  |  |  |  |  |                      |
|                             | Anna Bielská                      |  |                           |                           |  |  |  |  |  |  |  |                      |
|                             |                                   |  |                           |                           |  |  |  |  |  |  |  |                      |
|                             |                                   |  |                           | Vasilisa Litevská         |  |  |  |  |  |  |  |                      |
|                             |                                   |  |                           |                           |  |  |  |  |  |  |  |                      |
|                             | Václav II. Těšínský               |  |                           |                           |  |  |  |  |  |  |  |                      |
|                             |                                   |  |                           |                           |  |  |  |  |  |  |  |                      |
|                             |                                   |  |                           | Jiří z Poděbrad           |  |  |  |  |  |  |  |                      |
|                             |                                   |  |                           |                           |  |  |  |  |  |  |  |                      |
|                             | Viktorín z Poděbrad               |  |                           |                           |  |  |  |  |  |  |  |                      |
|                             |                                   |  |                           |                           |  |  |  |  |  |  |  |                      |
|                             |                                   |  |                           | Kunhuta ze Šternberka     |  |  |  |  |  |  |  |                      |
|                             |                                   |  |                           |                           |  |  |  |  |  |  |  |                      |
|                             | Johana z Poděbrad                 |  |                           |                           |  |  |  |  |  |  |  |                      |
|                             |                                   |  |                           |                           |  |  |  |  |  |  |  |                      |
|                             |                                   |  |                           | Hynce Ptáček z Pirkštejna |  |  |  |  |  |  |  |                      |
|                             |                                   |  |                           |                           |  |  |  |  |  |  |  |                      |
|                             | Markéta z Pirkštejna              |  |                           |                           |  |  |  |  |  |  |  |                      |
|                             |                                   |  |                           |                           |  |  |  |  |  |  |  |                      |
|                             |                                   |  |                           | Anna z Neuhausu           |  |  |  |  |  |  |  |                      |
|                             |                                   |  |                           |                           |  |  |  |  |  |  |  |                      |
| 'Václav III. Adam Těšínský' |                                   |  |                           |                           |  |  |  |  |  |  |  |                      |
|                             |                                   |  |                           |                           |  |  |  |  |  |  |  |                      |
|                             |                                   |  | Fridrich I. Brandenburský |                           |  |  |  |  |  |  |  |                      |
|                             |                                   |  |                           |                           |  |  |  |  |  |  |  |                      |
|                             | Albrecht III. Achilles            |  |                           |                           |  |  |  |  |  |  |  |                      |
|                             |                                   |  |                           |                           |  |  |  |  |  |  |  |                      |
|                             |                                   |  |                           | Alžběta Bavorská          |  |  |  |  |  |  |  |                      |
|                             |                                   |  |                           |                           |  |  |  |  |  |  |  |                      |
|                             | Fridrich I. Braniborsko-Ansbašský |  |                           |                           |  |  |  |  |  |  |  |                      |
|                             |                                   |  |                           |                           |  |  |  |  |  |  |  |                      |
|                             |                                   |  |                           | Fridrich II. Saský        |  |  |  |  |  |  |  |                      |
|                             |                                   |  |                           |                           |  |  |  |  |  |  |  |                      |
|                             | Anna Saská                        |  |                           |                           |  |  |  |  |  |  |  |                      |
|                             |                                   |  |                           |                           |  |  |  |  |  |  |  |                      |
|                             |                                   |  |                           | Markéta Habsburská        |  |  |  |  |  |  |  |                      |
|                             |                                   |  |                           |                           |  |  |  |  |  |  |  |                      |
|                             | Anna Hohenzollern                 |  |                           |                           |  |  |  |  |  |  |  |                      |
|                             |                                   |  |                           |                           |  |  |  |  |  |  |  |                      |
|                             |                                   |  |                           | Vladislav II. Jagello     |  |  |  |  |  |  |  |                      |
|                             |                                   |  |                           |                           |  |  |  |  |  |  |  |                      |
|                             | Kazimír IV. Jagellonský           |  |                           |                           |  |  |  |  |  |  |  |                      |
|                             |                                   |  |                           |                           |  |  |  |  |  |  |  |                      |
|                             |                                   |  |                           | Sofie Litevská            |  |  |  |  |  |  |  |                      |
|                             |                                   |  |                           |                           |  |  |  |  |  |  |  |                      |
|                             | Žofie Jagellonská                 |  |                           |                           |  |  |  |  |  |  |  |                      |
|                             |                                   |  |                           |                           |  |  |  |  |  |  |  |                      |
|                             |                                   |  |                           | Albrecht II. Habsburský   |  |  |  |  |  |  |  |                      |
|                             |                                   |  |                           |                           |  |  |  |  |  |  |  |                      |
|                             | Alžběta Habsburská                |  |                           |                           |  |  |  |  |  |  |  |                      |
|                             |                                   |  |                           |                           |  |  |  |  |  |  |  |                      |
|                             |                                   |  |                           | Alžběta Lucemburská       |  |  |  |  |  |  |  |                      |
|                             |                                   |  |                           |                           |  |  |  |  |  |  |  |                      |